# Endre László (csendőr)
Endre László, született Osán László (Ivácskó 1895. október 25. – Budapest, 1971. január) csendőr főtörzsőrmester.

## Családja
Görögkatolikus családban született. Szülei - apja Osán András, édesanyja Serbán Rozália - vagyontalan földművesek voltak, akik nyolc gyereket neveltek.

## Élete, pályafutása
Négy polgárit végzett, majd húszévesen, 1915-ben bevonult a hadseregbe. 22 hónapot szolgált az orosz arcvonalon, ahol először megsebesült, majd pedig fogságba esett, és nyolc hónapot töltött hadifogolytáborban. Az őszirózsás forradalom idején érkezett haza a frontról majdnem hároméves katonáskodás után, de a kialakult politikai helyzet nem tett lehetővé, hogy levegye az egyenruhát. Vöröskatonaként harcolt a románok ellen, s 24 évesen a Tanácsköztársaság bukásának másnapján egy másik fegyveres testületbe, a csendőrségbe kérte felvételét. A következő 25 évet itt töltötte el, kezdetben Szigetmonostoron, később 1939-től Csillaghegyen, itt már ő volt a csendőrparancsnok.
1944. március 19-én a németek megszállták Magyarországot. A bevonuló Wehrmacht-alakulatokkal egy időben Budapestre érkezett a Gestapo zsidóügyekkel foglalkozó speciális alakulata. Pest megye alispánja az a vitéz Endre László volt, akit, a jóbarátja, Adolf Eichmann közbenjárására – 1944 áprilisában kinevezték a Belügyminisztérium zsidóügyekért felelős államtitkárának. Megkezdődött a gettók létesítése, később a deportálások.
Endre csendőrparancsnok a csillaghegyi gettó létesítése során igyekezett a legemberségesebb körülményeket biztosítani, embereivel a gettó területére nem ment be, csak külső őrzését látták el. A gettóba költöztetés előtt mindenki számára lehetővé tette, hogy Budapestre költözzön. (Csillaghegy ebben az időben még nem volt a főváros része.) 224-en éltek az alkalommal, és mivel a főváros zsidó lakosságának deportálását Horthy megakadályozta, nagy részük túlélte az üldöztetést…
A csillaghegyi csendőrparancsnok nemcsak magyarokat és nemcsak zsidókat mentett. Lengyelország 1939-es katonai összeomlását követően Csillaghegyen lengyel internálótábort hoztak létre a keresztény és zsidó lengyel menekültek számára.  A csillaghegyi tábor lakói után is hajtóvadászatot indított a Gestapo, de Endre nem adta ki a menekültekre vonatkozó nyilvántartásokat, sőt előre informálta a lengyeleket a német razziákról. Segítette őket a bujkálásban, többet pedig a saját házában rejtegetett, veszélyeztetve ezzel felesége és három kislánya életét is. 1944 decemberében egyenesen elszabotálta a lengyelek deportálására vonatkozó parancs végrehajtását. Ennek köszönhetően valamennyien életben maradtak.
A „bűnöző állam” intézkedéseivel sokan sokféleképpen vették fel akkor a harcot. Endre László – mint a Magyarországon a deportálások lebonyolításával megbízott erőszakapparátus, a csendőrség tagja -hamisított, hazudott, szabotált és csempészett. Segített, ahol tudott, folyamatosan kockáztatta pozícióját, egzisztenciáját. Sőt, állandóan veszélyeztette felesége és gyermekei életét is. A „játékot” ő és családja, valamint védencei nagy része túlélte. A győzelem pillanatában, akárcsak Oskar Schindler, ő is addigi protezsáltjai segítségére szorult. Ők bújtatták a volt csendőrt, elismervények, nyilatkozatok, tanúvallomások tucatjaiban fogták párját. Beszámolóik egybehangzóan, egymást szinte kiegészítve méltatták tetteit, akár az igazolóbizottság, akár a Deportáltakat Gondozó Országos Bizottság vagy a Magyar Politikai Rendőrség számára készültek. Az akciók felsorolása mellett a tanúvallomásokban még egy momentum ismétlődött: Endre mindenfajta anyagi ellenszolgáltatást kategorikusan és felháborodottan visszautasított.
A háború után az igazolóbizottság az elsők között ismerte el érdemeit, a budapesti Népügyészség pedig rutinszerű, kéthetes vizsgálati fogság után szabadlábra helyezte.
Az új rendőrségbe ugyan gond nélkül átvették, sőt többször elő is léptették. A Rákosi-rendszerben, 1951-ben, csendőrmúltja miatt elbocsátották a rendőrség kötelékéből. Az 56 éves férfitól még a nyugdíjat is megtagadták.
Endre László továbbiakban az Óbudai Hajógyárban segédmunkásként dolgozott. 1971-ben halt meg, felesége, aki a megpróbáltatások idején hű társa volt, húsz év múlva követte a sírba.

## Megítélése
Egykori védencei a rendszerváltás után kezdeményezték „Igazzá” avatását, de ez még nem történt meg.
A rendszeres történeti kutatás több újabb, Endre tevékenységre vonatkozó bizonyítékot tárt fel. A kutatók mintegy ötven egykori üldözött tanúvallomását és eredeti dokumentumok tucatjait gyűjtötték össze. Támogatói erre támaszkodva tervezik az „Igazzá” avatási eljárás újraindítását a Yad Vashem egyetemen.
A Talmud szerint: „Aki egyetlen ember életét megmenti, az az egész világot menti meg". Endre Lászlónak majdnem négyszázan köszönhették életüket.
Réti Lipót, a csillaghegyi zsidó hitközség elnöke így jellemezte Endre kivételes viselkedését: „Az utókor azon kevés magyar közt fogja áldott nevét megörökíteni, akik ebben a pokoli érában hatalmi pozíciójukat nem az ártatlanok sanyargatására használták fel, hanem azok megmentésére érvényesítették.”